# Phương trình Slutsky
Phương trình Slutsky là một biểu diễn bằng đại số sự tác động của thay đổi mức giá hàng hóa tới lượng cầu hàng hóa bao gồm tác động thay thế và tác động thu nhập. Phương trình mang tên nhà toán học, thống kê học và kinh tế học người Liên Xô Eugen Slutsky (1880-1948). Phương trình Slutsky còn cho thấy sự liên hệ giữa đường cầu Marshall và đường cầu Hicks, trong đó tác động tổng cộng của giá cả tới lượng cầu chính là đường cầu Marshall, còn tác động thay thế chính là đường cầu Hicks.